# Municipio de Santa María del Oro (Jalisco)
El municipio de Santa María del Oro es uno de los 125 municipios en los que se encuentra dividido el estado mexicano de Jalisco. Está ubicado en la región Sureste. Limita al norte con los municipios de Valle de Juárez y Quitupan, al sur con Jilotlán de los Dolores al este con el estado de Michoacán y al oeste con Tamazula de Gordiano.

## Historia
Antes de la conquista, esta región estuvo habitada por indígenas purépechas o tarascos, que posteriormente fueron derrotados en la Guerra del Salitre en 1510. Más tarde pasó a ser un rancho denominado La Teja, que pertenecía a Ramón Ochoa, originario de Quitupan. Formaba parte del ejido indígena de Jilotlán.
En 1810 estuvo en febril actividad al norte de la población el ingenio azucarero La Jarana, que dejó de funcionar durante la independencia. Tanto el anterior ingenio como el centro minero Real de Oro pertenecían a unos españoles que radicaban en Cotija, Michoacán. Estas fuentes de trabajo dieron vida a la región. Había más de veinte minas en explotación y en el Real de Oro, que contaba con altos hornos, se beneficiaban los minerales de plata y oro. La maquinaria la movía el agua que llegaba de una presa que está metros arriba. Las barras de oro y plata que obtenían eran transportadas de continuo en grandes caravanas a la Ciudad de México. Mal fin tuvieron tan importantes fuentes de trabajo. Los españoles resistieron los embates de la insurgencia, al mando de Francisco Guzmán, con fuerzas realistas hasta 1812, año en que se hizo imposible toda defensa y entonces decidieron refugiarse en Cotija de manera provisional, pero después fueron sorprendidos y decapitados en Santa María del Oro. A principio de siglo unos estadounidenses reanudaron los trabajos en el Real del Oro. Ahora, sólo quedan ruinas.
El 23 de noviembre de 1883 fue elevado a vicaría del Real del Oro de Huilamba, llamándose posteriormente Santa María del Oro.
Recibió la denominación de Manuel M. Diéguez al erigirse el municipio el 28 de diciembre de 1938 en recuerdo del revolucionario y gobernador del estado, según decreto número 4465.
Por decreto número 16475 del Congreso del Estado se autoriza el cambio de nombre de la cabecera del municipio de Manuel M. Diéguez, por el de Santa María del Oro. Esta disposición se autorizó el día 20 de diciembre de 1996 y se publicó en el Periódico Oficial El Estado de Jalisco, el 4 de febrero de 1997, para entrar en vigor al día siguiente.
Por decreto número 17837 del Congreso del Estado, publicado el 10 de abril de 1999, se dispuso el cambio de nombre del municipio de Manuel M. Diéguez por el de Santa María del Oro, Jalisco.
En la región abundan las yácatas, montones de tierra o pirámides. Son especies de pozos, de aproximadamente 4 m de diámetro, que están llenos de grandes piedras de río y forman en la superficie un montículo.

## Descripción geográfica

### Ubicación
Santa María del Oro se encuentra situado en la parte sur de Jalisco dentro de las coordenadas de 19°24′15″ a 19º42’30" latitud norte y de 102°32′10″ a 103º03’30" longitud oeste a una altitud de 970 metros sobre el nivel del mar.
El municipio colinda al norte con el municipio de Tamazula de Gordiano, Valle de Juárez, Quitupan y el estado de Michoacán; al este con el estado de Michoacán y el municipio de Jilotlán de los Dolores; al oeste con el municipio de Jilotlán de los Dolores y el municipio de Tamazula de Gordiano.

### Topografía
Su superficie está conformada por zonas accidentadas (39%), con alturas que van de los 1000 a los 1650 m s. n. m.; se localizan los cerros: El Burro, El Cantón, El Candelero, Cerro Alto, Los Truncos, El del Sombrero y La Barranca de Milpillas; también hay zonas semiplanas (23%) y zonas planas (38%).
Suelos. El territorio está conformado por terrenos pertenecientes al período cuaternario. La composición de los suelos es de tipos predominantes Cambisol Crómico y Eutrico, adicionado en alguna parte con Feozem Háplico, y en otras partes más altas se localiza el Litosol. El municipio tiene una superficie territorial de 42 249 hectáreas, de las cuales 10 300 son utilizadas con fines agrícolas, 12 386 en la actividad pecuaria, 17 688 son de uso forestal y 14 hectáreas son suelo urbano, no especificándose el uso de 1,861. En lo que a la propiedad se refiere, una extensión de 33 837 hectáreas es privada y otra de 6351 es ejidal; no existiendo propiedad comunal. De 2061 hectáreas no se especifica el tipo de propiedad.

### Hidrografía
Sus recursos hidrológicos son proporcionados por los ríos: Itzícuaro, Canela, Oro, Hornos, Plátanos, Agostadero y Horcones. Los arroyos son: Los Bordones, Calaquio, Los Toros, La Chimenea, La Preñada, Barranca del Alnaco, Barranca del Llano, Juan Pablo, La Huerta y El Granadillo. Además de contar con tres manantiales de agua caliente.

### Clima
El clima es semiseco, con otoño, invierno y primavera secos, y cálido, sin cambio térmico invernal bien definido. La temperatura media anual es de 24°C, con máxima de 31.4 °C y mínima de 16.6 °C. El régimen de lluvias se registra entre los meses de julio y agosto, contando con una precipitación media de 1,075.1 milímetros. Los vientos dominantes son en dirección del suroeste.

### Flora y fauna
Su vegetación se compone por zonas boscosas en donde se localizan especies como encino, fresno y especies tropicales de frío y una gran variedad de árboles frutales.
El tlacuache, el tejón, el zorro, el conejo, el coyote, el venado y el zorrillo, existiendo una gran variedad de aves.

## Demografía

### Localidades
En el censo de 2020 el municipio de Santa María del Oro contaba con 69 localidades.
| Código INEGI      | Localidad           | Población (2020) |
| ----------------- | ------------------- | ---------------- |
| 140560001         | Santa María del Oro | 666              |
| Otras localidades | Otras localidades   | 1 149            |
| Total municipal   | Total municipal     | 1 815            |

## Economía

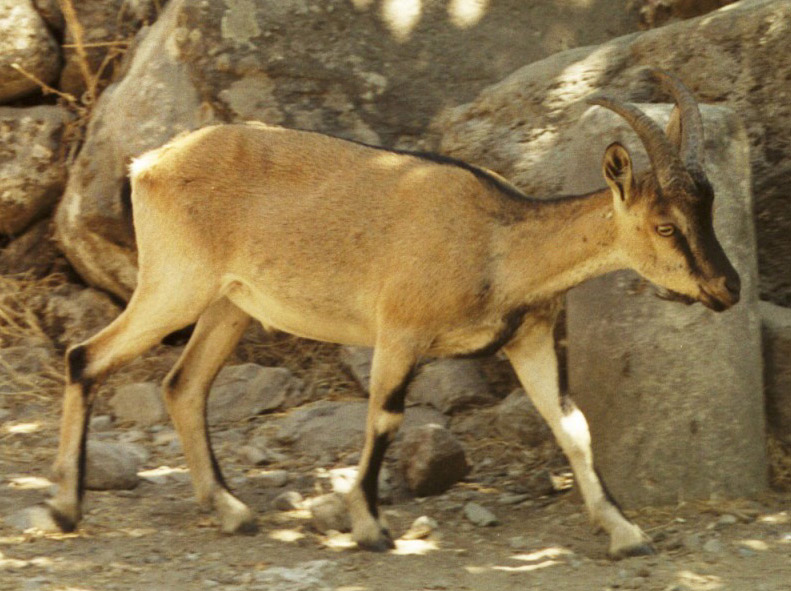
Cabra.

Ganadería: Se cría ganado bovino, ovino, equino, caprino y porcino. Además de aves y colmenas.
Agricultura: Destacan el maíz, sorgo y agave
Comercio: Predominan los establecimientos dedicados a la venta de productos de primera necesidad y los comercios mixtos que venden artículos diversos.
Servicios: Se prestan servicios profesionales, técnicos, comunales, personales y de mantenimiento.
Industria: La principal actividad industrial, es la fabricación de queso.
Minería: Cuenta con yacimientos de oro, plata y cobre.
Explotación forestal: Se explota el encino y fresno.

## Turismo
Arquitectura
- Templo viejo.
- Ruinas de iglesias.

Artesanías
- Elaboración de: "chinas" (hechas de palma), huaraches y sillas de montar.

Parques y reservas
- El Encamizado.
- La Mesa del Valle.
- Mesa de las Águilas.
- Las Bufas.
- Llanos de Zipoco.

Ríos y presas
- Presa La Estancia.
- Río de Pihuamo.

## Fiestas
Fiestas religiosas
- La Guadalupana. 12 de diciembre.

## Gobierno

### Presidentes municipales
| Presidente municipal            | Período               | Partido político | Notas                              |
| Hermila Vargas de Farías        | 01-01-1983–31-12-1985 | PRI              |                                    |
| Arturo Facundo Ramírez          | 01-01-1986–31-12-1988 | PRI              |                                    |
| Ángel Zamorano Chavarín         | 01-01-1989–1992       | PRI              |                                    |
| Audón Sánchez Ochoa             | 1992–1995             | PRI              |                                    |
| Jesús Mendoza Valencia          | 1995–1997             | PAN              |                                    |
| Luis Sandoval García            | 01-01-1998–31-12-2000 | PAN              |                                    |
| Fernando Farías Carranza        | 01-01-2001–31-12-2003 | PAN              |                                    |
| Odocio Sandoval García          | 01-01-2004–31-12-2006 | PAN              |                                    |
| Audel Ochoa Pérez               | 01-01-2007–31-12-2009 | PAN              |                                    |
| Rafael López Núñez              | 01-01-2010–30-09-2012 | PRI Panal        | Coalición "Alianza por Jalisco"    |
| María Araceli Espinoza González | 01-10-2012–30-09-2015 | PRI PVEM         | Coalición "Compromiso por Jalisco" |
| Eleazar Medina Chávez           | 01-10-2015–30-09-2018 | PRI              |                                    |
| Guadalupe Sandoval Farías       | 01-10-2018–30-09-2021 | PRI              |                                    |
| Guadalupe Sandoval Farías       | 01-10-2021–           | PRI              | Fue reelegida el 06-06-2021        |